# Giornale delle Pulci
Il Giornale delle Pulci è una rivista italiana di annunci economici gratuiti.
Nato da un'idea di Andrea Marchione e Ugo Salmeri, vede la luce il 1º luglio 1977 a Palermo. La sede storica si trova a Palermo in Via Simone Corleo 9.
La sua ascesa è pressoché immediata essendo la prima testata di annunci economici operante nella Regione Siciliana e, distribuito nelle edicole di Palermo, Trapani, Agrigento, Caltanissetta ed Enna, diventa un punto di riferimento di questa categoria commerciale per gli anni a venire.
Nel 2007 fa il suo ingresso in Internet, prima come forum per poi, nel 2010, essere rinnovato divenendo il sito web attuale. La testata è stata tra i fondatori della ANSPAEG (Associazione Nazionale Stampa Periodici Annunci Economici Gratuiti), un'Associazione che comprendeva tutte le testate italiane consorelle, con sede a Milano, e fondatrice dell'Associazione regionale similare ASSP (Associazione Siciliana Stampa Periodici) con sede in Sicilia. Sin dai suoi esordi il Giornale delle Pulci è divenuta una testata leader nel settore in Italia sin quando l'avvento di internet e dei siti di annunci economici gratuiti in rete hanno messo in seria difficoltà tutte le testate consimili in Italia e nel mondo. Ciò nonostante il Giornale delle Pulci gode ancora oggi di buona salute e resiste nelle edicole di Palermo dove tuttora viene regolarmente venduto.